# مارتن هارنيك

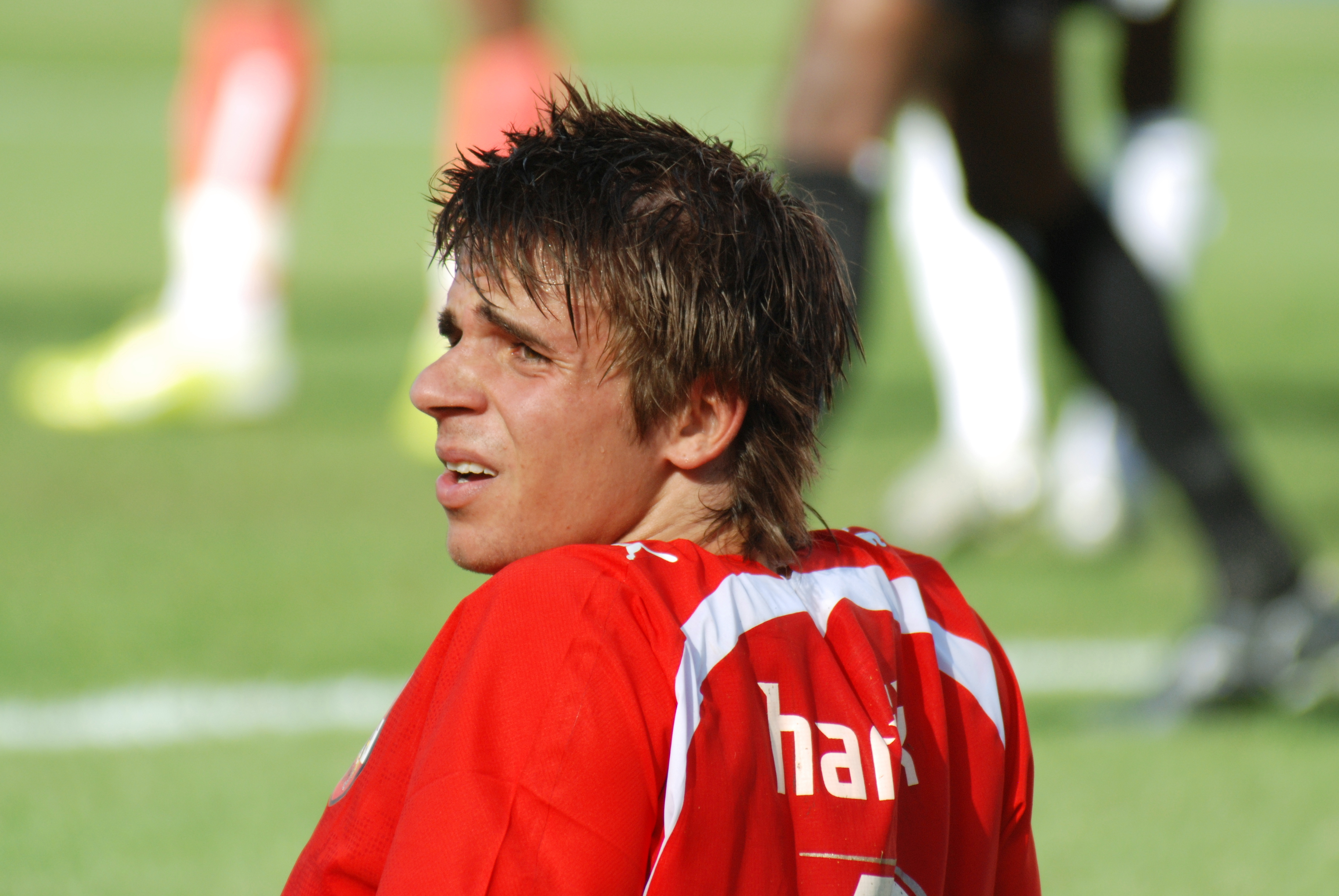
مارتن هارنيك

مارتن هارنيك (بالألمانية: Martin Harnik)‏ ، من مواليد 10 يونيو 1987 في هامبورغ في ألمانيا ، لاعب كرة قدم نمساوي.
يلعب مع نادي شتوتغارت الألماني منذ عام 2010.
بدأ باللعب مع منتخب النمسا لكرة القدم في عام 2007.

## مسيرته الكروية
لعب مارتن هارنيك خلال مسيرته الاحترافية مع 6 أندية في ثمانية عشر موسمًا وسجل خلالها 113 هدف ضمن 377 مباراة. حيث فاز في موسم واحد بالكأس ولم يفز بأي دوري.
خاض مارتن هارنيك مسيرته مع فيردر بريمن 2 ‏ في موسم 2005–06 ليلعب معه أربعة مواسم، مشاركًا في 54 مباراة سجل خلالها 13 هدفًا. ثم انتقل إلى نادي فيردر بريمن في موسم 2007–08 في المرة الأولى ولمدة موسمين ثم في موسم 2018–19 ولمدة موسمين، حيث شارك طوالها في 37 مباراة سجل خلالها 5 أهداف. لينتقل بعدها إلى نادي فورتونا دوسلدورف في موسم 2009–10 لمدة موسم واحد، مشاركًا في 30 مباراة سجل خلالها 13 هدفًا. ثم انتقل إلى نادي شتوتغارت في موسم 2010–11 ليلعب معه ستة مواسم، مشاركًا في 173 مباراة سجل خلالها 53 هدفًا. هذا وانتقل لاحقًا إلى نادي هانوفر 96 في موسم 2016–17 ولمدة موسمين، مشاركًا في 60 مباراة سجل خلالها 26 هدفًا. ثم انتقل بعدها إلى نادي هامبورغ في موسم 2019–20 لمدة موسم واحد، مشاركًا في 23 مباراة سجل خلالها 3 أهداف.

## روابط خارجية
- مارتن هارنيك على موقع الاتحاد الأوربي (الإنجليزية)
- مارتن هارنيك على موقع قاعدة بيانات كرة القدم.إي يو (الإنجليزية)
- مارتن هارنيك على موقع بيانات كرة القدم. دي إي (الألمانية)
- مارتن هارنيك على موقع ناشيونال فوتبول تيمز (الإنجليزية)
- مارتن هارنيك على موقع Soccerway.com (الإنجليزية)
- مارتن هارنيك على موقع عالم كرة القدم.نت (الإنجليزية)
- مارتن هارنيك على موقع كووورة
- مارتن هارنيك على موقع AS.com (الإسبانية)